# 真·三国无双 斩
《真·三国无双 斩》是樂陞科技開發、NEXON发行的线上动作游戏，也是日本光荣特库摩公司的真·三国无双系列游戏在智能手机上发行的作品之一。本作于2017年3月30日在韩国、台湾和北美同步开始运营，而日文版則於2018年9月20日正式開始營運。截至2018年1月，这款游戏的下载量已超过一千万次。2020年1月7日，Nexon公告《真·三国无双 斩》國際版於2020年3月26日停運。

## 玩法
本作采用了无双系列不同作品的特点。本作起始有80名角色供使用，游玩时，玩家须选定三个角色组成一队，类似《无双大蛇》的形式；在游戏中行动时，角色要耗费行动力，行动力可以由等待或消耗物品恢复，也可以经完成任务获得。另外，每个角色拥有五种属性（水、火、木、阴、阳）中的一种且有相克关系，如同《联合突袭》以及《侏儸紀世界遊戲》中一样。以上的特点令玩家需要经常变动组队角色，以应付不同难度的任务或是达成不同的目标。本作中，攻击动作是通过敲击屏幕发动，玩家用屏幕上的虚拟方向键控制角色的前进方向。此外，本作也有自动战斗机能。
本作同许多手机游戏一样，支持多人在线对战。玩家可在对战中赢得点数。

## 更新
目前《真·三国无双 斩》仍持续更新，加入新的武将以及把原有角色的形象变化为真·三国无双系列最新作（目前是《真·三国无双8》，但很多角色仍取自《真·三国无双7》）的形象。根据运营方在Facebook上发布的消息，刘备在《真·三国无双8》中的形象以“蜀帝”的名义加入本作，8代新角色辛宪英也已加入《真·三国无双 斩》的舞台。

## 评价
游戏评价汇总机构GameRankings基于Pocket Gamer的评价为本作打出80%的分数。而另一家汇总媒体——Metacritic没有给出汇总分数，因为本作在Metacritic上并未达到至少4家媒体评价的基准。